# Давид Печерський
Давид Печерський (д/н — бл. 1495) — церковний діяч часів Великого князівства Литовського. Згаданий в пом'яннику Києво-Печерської лаври і в списку архімандритів, зображених в інтер'єрі Успенського собору.

## Життєпис
Про життя та діяльність замало відомостей. Між 1370 та 1377 роками обирається архімандритом Києво-Печерського монастиря. Згідно з низкою джерел кін. XV — поч. XVI ст., архімандрит Давид на прохання княгині Юліанії хрестив її чоловіка великого князя Литовського Ольгерда. Ці свідчення суперечать повідомленням сучасника Вартберга, капелана ливонського магістра, про похорон Ольгерда, під час яких за поганським звичаєм поряд з іншим майном було спалено 18 бойових коней. На думку дослідників відбулася плутанина: життєписи Ольгерда поєднали з життям його онука Олелько.
Разом з тим відповідно до інших джерел між Києво-Печерським монастирем в часи керування Давида та Ольгердом та його родиною встановилися гарні стосунки, що сприяло відродженню монастиря. Тому в цей період відбувається реконструкція й оновлення Успенського собору монастиря, що став однією з головних усипальниць литовської великокнязівської династії: в 1392 році тут було поховано княгиню Юліанію, 1397 року — київського князя Скиргайла Ольгердовича, між 1398 і 1399 роками — Володимира Ольгердовича. Сам архімандрит давид помер близько 1395 року. Наступним настоятелем став Авраамій I.